# Рэтлидж, Майк
Майк Рэтлидж (англ. Michael Roland «Mike» Ratledge; 6 мая 1943, Мейдстон, Кент — 5 февраля 2025) — британский музыкант, видный представитель кентерберийской сцены и многолетний член группы «Soft Machine».

## Биография
С детства Рэтлидж занимался классической музыкой, играл на классическом фортепиано и кларнете, в том числе со своим другом, будущим музыкантом Брайаном Хоппером. В Кентербери Рэтлидж познакомился с младшим братом Брайана Хью Хоппером и Робертом Уайеттом. В 1961 году Рэтлидж познакомился с Дэвидом Алленом, который увлёк его джазом. В 1963 году Рэтлидж стал играть в его Daevid Allen Trio.
Рэтлидж поступил в Оксфордский университет, где изучал психологию и философию, одновременно посещая уроки авангардной музыки.
В 1966 году после окончания колледжа Рэтлидж вернулся в Кентербери, где получил предложение вступить в группу Soft Machine, в которой в тот момент играли Уайетт, Аллен и Кевин Эйерс. Рэтлидж играл в составе Soft Machine дольше, чем какой-либо другой музыкант, проделав с группой эволюцию от психоделической музыки до джаз-рока. К 1973 году Рэтлидж остался единственным членом Soft Machine из её первого состава.
В 1973 году Рэтлидж участвовал в студийной записи альбома Майка Олдфилда Tubular Bells для BBC. В 1980-е годы Рэтлидж писал музыку для театра и телефильмов, а также для рекламных клипов. В 1995 году Рэтлидж вместе с Карлом Дженкинсом создал группу Adiemus, выпустившую альбом Songs of Sanctuary.

## Личная жизнь и смерть
15 апреля 1967 года Рэтледж женился на Марше Хант. Умер 5 февраля 2025 года после непродолжительной болезни. Ему был 81 год. Джон Этеридж объявил о его смерти на Facebook.